# Константин Платис
Константин (на гръцки: Κωνσταντίνος, Константинос) е гръцки духовник, сервийски и кожански и патраски митрополит.

## Биография
Роден е с фамилията Платис (Πλατής) в 1912 година в Патра. През 1933 г. е ръкоположен за дякон, а през 1934 г. за презвитер. От 1945 г. е избран за митрополит на Сервия и Кожани. В 1957 година е преместен за глава на Патраска епархия. В 1973 година подава оставка поради влошено здраве и умира на 12 юни 1975 година.